# 7813 Anderserikson
7813 Anderserikson è un asteroide della fascia principale. Scoperto nel 1985, presenta un'orbita caratterizzata da un semiasse maggiore pari a 2,6010454 UA e da un'eccentricità di 0,1689320, inclinata di 12,51701° rispetto all'eclittica.